# 사이드 에스마엘리
사이드 무라드 골리 에스마엘리 레이베시(페르시아어: سعید مراد قلی اسماعیلی لیوسی,‎ 2003년 7월 15일~)는 이란의 레슬링 선수이다. 2024년 하계 올림픽 그레코로만형 라이트급에서 금메달을 획득했다.

## 경력
2003년 데즈풀에서 태어났다.
2019년 8월 초 불가리아 소피아에서 열린 세계 유스 선수권 대회 결승전에서 아제르바이잔의 엘미르 앨리예프를 꺾고 우승했다. 
2021년 8월 러시아 우파에서 열린 2021년 세계 주니어 선수권 대회에 참가하여 디니슬람 밤마토프의 뒤를 이어 은메달을 획득했다. 2022년 8월에는 소피아에서 열린 2022년 세계 주니어 선수권 대회에 참가하여 아르메니아의 수렌 아가자얀을 꺾고 금메달을 획득했다. 
2024년에 이란 성인 국가대표로 발탁되었으며 그 해 3월 튀르키예 안탈리아에서 열린 야샤르 도우 추모 대회에 참가하여 성인 대표 데뷔전을 가졌다. 4월에는 키르기스스탄 비슈케크에서 열린 2024년 아시아 선수권 대회에서 개최국 키르기스스탄의 라자크 베이셰케예프를 꺾고 우승을 차지했다.
같은 해 8월에는 프랑스 파리에서 열린 2024년 하계 올림픽에 이란 국가대표로 참가했고 결승전에서 우크라이나의 파르비즈 나시보우를 꺾고 금메달을 획득했다.